# Albericus variegatus
Albericus variegatus е вид земноводно от семейство Microhylidae.

## Разпространение
Видът е разпространен в Индонезия.